# ريتشارد كوكي
ريتشارد كوكي (بالإنجليزية: Richard Cooke)‏ (4 سبتمبر 1965 في المملكة المتحدة - ) هو لاعب كرة قدم بريطاني في مركز الوسط. شارك مع منتخب إنجلترا تحت 21 سنة لكرة القدم. أما مع النوادي، فقد لعب مع برمنغهام سيتي وتوتنهام هوتسبير ونادي بورنموث ونادي لوتون تاون.

## وصلات خارجية
- ريتشارد كوكي على موقع قاعدة بيانات كرة القدم.إي يو (الإنجليزية)